# Kadidelnice

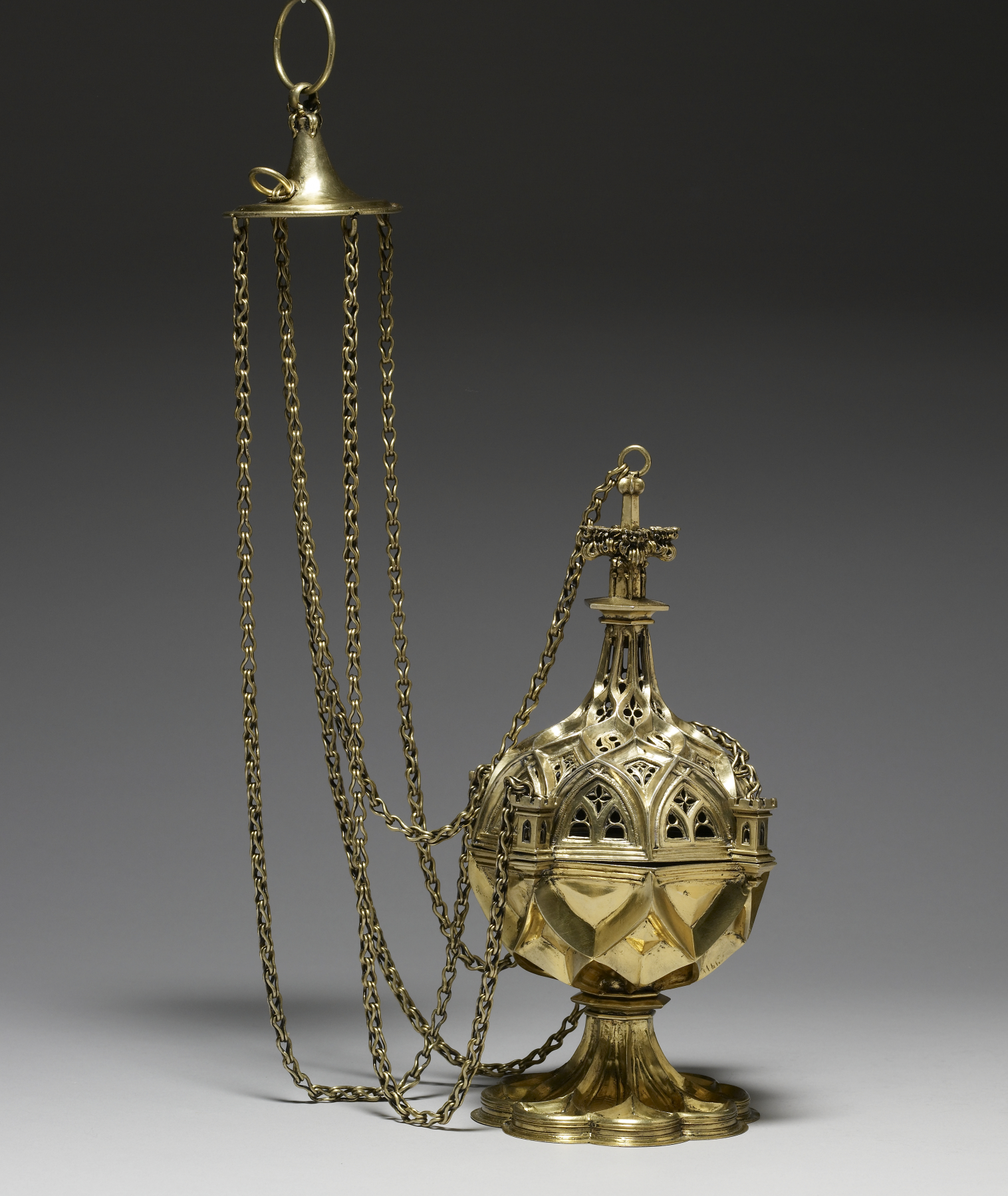
Kadidelnice německé provenience z roku 1498

Kadidelnice (latinsky turibulum či thuribulum) je křesťanské vykuřovadlo, přenosná kovová nádoba opatřená otvory a víkem a zavěšená zpravidla na třech řetězech s držadlem.
Jde o obřadní předmět užívaný od raného středověku, doložený již ve 2. polovině 2. století v katakombách při pohřbech. V liturgii se objevuje asi od 6. století. Užívá ji kněz nebo jeho pomocník (ministrant) během bohoslužeb a dalších církevních obřadů, k posvátnému očištění – okuřování osob a vysvěcování chrámů, jejich oltářů, soch a dalších předmětů. Do nádoby se vkládá kovová miska s rozžhaveným dřevěným uhlím nebo samozápalnými briketami. Na uhlí se sype kadidlo – vonná pryskyřice, která se uchovává v tzv. loďce.
V pravoslaví se používá kadidelnice kratší, která je povětšinou zdobena rolničkami nebo zvonečky, na Západě je kadidelnice delší.[zdroj?]

## Provedení
Ve raném středověku byly kadidelnice údajně zlaté či stříbrné, od 10. století odlévány z bronzu, z mosazi nebo z mědi do tvaru centrální kaple na nožkách, jindy dvou polokoulí nebo polokoule s probíjenými otvory a kuželovitou stříškou na kruhovém podstavci; tyto masivní odlitky nemusely mít uvnitř misku na kadidlo, zavěšovaly se také někdy na drátky místo řetězů. Od pozdního středověku se objevují kadidelnice složitě komponované, opět stříbrné, ve tvaru gotické kaple s apsidami a odstupněnou věžičkou.
Od renesance a zejména v baroku se vžila podoba členité nádobky s miskou uvnitř, krytá stříškou na řetězech. Bývají zdobeny kovotepecky různými ornamenty, na stříšce probíjenými, aby kouř z kadidla mohl volně stoupat.
Užívaly se také velké stojací (nebo visací) kadidelnice chrámové, umístěné za oltářem, nad oltářem nebo po jeho stranách. Největší stabilní kadidelnice zvaná Botafumeiro se dochovala v katedrále sv. Jakuba v Compostele, další v katedrále v Barceloně.